# День Вооружённых Сил Украины
«День Вооружённых сил Украи́ны» (укр. «День Збройних сил України») — национальный воинский профессиональный праздник, всех военнослужащих Вооружённых сил Украины, который отмечается на территории  Украины ежегодно 6 декабря.
«День Вооружённых сил Украины» появился в украинском официальном календаре в 1993 году, почти сразу после распада Советского Союза. Праздник своим постановлением учредила Верховная рада Украины. Дата для проведения «Дня Вооружённых сил Украины» была выбрана не случайно, она была приурочена к дню принятия Закона Украины «О Вооружённых силах Украины» 6 декабря 1991 года.
Костяк ВС Украины составляют Сухопутные войска, Воздушные силы и Военно-морские силы сформированные на основе бывших ВС СССР дислоцировавшихся на территории Украины. В разные годы президентами были учреждены профессиональные праздники для каждого из этих родов войск (День Сухопутных войск, День авиации, День ВМФ), но «День Вооружённых сил Украины» имеет особое значение, ибо в этот день скрепляется боевое братство между всеми военнослужащими страны.
В 2009 году президент Украины В. А. Ющенко, поздравляя военнослужащих с этим профессиональным праздником, сказал следующее:

«Нашей современной армии исполняется 18 лет, но её духовную силу питает более чем тысячелетняя традиция боевой доблести защитников свободы и независимости Украины… Главная сила армии — украинский воин, преданный патриот, человек чести и долга, который стоит на страже государства и народа…»

В тот же день премьер-министр Украины Ю. В. Тимошенко добавила:

«благодаря мужеству и профессионализму в ходе миротворческих операций, украинские военнослужащие заслужили молодой армии независимой Украины уважение и признание у многих народов мира».